# Bob- und Skeleton-Europameisterschaften 2025
Die Bob- und Skeleton-Europameisterschaften 2025 fand vom 7. bis 9. Februar 2025 in Lillehammer statt.  Alle Wettbewerbe wurden in zwei Durchgängen entschieden und waren Teil des IBSF Weltcups, wobei die Entscheidungen im Skeleton das Weltcup-Finale und die Entscheidungen im Zweierbob der Männer und im Monobob der Frauen das 7. Saisonrennen darstellten.

## Zeitplan
| Datum           | Start (MEZ) | Disziplin                       |
| --------------- | ----------- | ------------------------------- |
| 7. Februar 2025 | 09:00       | Skeleton Männer – Lauf 1 und 2  |
| 7. Februar 2025 | 13:00       | Skeleton Frauen – Lauf 1 und 2  |
| 8. Februar 2025 | 09:00       | Monobob Frauen – Lauf 1 und 2   |
| 8. Februar 2025 | 12:30       | Zweierbob Männer – Lauf 1 und 2 |
| 9. Februar 2025 | 09:00       | Zweierbob Frauen – Lauf 1 und 2 |
| 9. Februar 2025 | 13:00       | Viererbob Männer – Lauf 1 und 2 |

## Bob

### Männer

#### Zweierbob
| Rang | Athleten                                    | Nation         | Lauf 1  | Lauf 1 | Lauf 2  | Lauf 2 | Gesamt      |
| Rang | Athleten                                    | Nation         | Zeit    | Rang   | Zeit    | Rang   | Zeit        |
| ---- | ------------------------------------------- | -------------- | ------- | ------ | ------- | ------ | ----------- |
| 1    | Francesco Friedrich Alexander Schüller      | Deutschland    | 50,50 s | 1      | 50,65 s | 1      | 1:41,15 min |
| 2    | Johannes Lochner Georg Fleischhauer         | Deutschland    | 50,57 s | 2      | 50,72 s | 2      | 1:41,29 min |
| 3    | Brad Hall Taylor Lawrence                   | Großbritannien | 50,76 s | 3      | 50,84 s | 4      | 1:41,60 min |
| 4    | Adam Ammour Issam Ammour                    | Deutschland    | 50,85 s | 4      | 50,80 s | 3      | 1:41,65 min |
| 5    | Michael Vogt Andreas Haas                   | Schweiz        | 50,96 s | 5      | 50,93 s | 5      | 1:41,89 min |
| 6    | Timo Rohner Gregory Jones                   | Schweiz        | 51,05 s | 6      | 51,24 s | 7      | 1:42,29 min |
| 7    | Patrick Baumgartner Robert Mircea           | Italien        | 51,23 s | 9      | 51,22 s | 6      | 1:42,45 min |
| 8    | Cédric Follador Quentin Juillard Luca Rolli | Schweiz        | 51,23 s | 9      | 51,31 s | 8      | 1:42,54 min |
| 9    | Mihai Țentea George Iordache                | Rumänien       | 51,21 s | 7      | 51,46 s | 11     | 1:42,67 min |
| 9    | Adam Baird Oliver Butterworth               | Großbritannien | 51,36 s | 11     | 51,31 s | 8      | 1:42,67 min |
| 11   | Boris Vain Antoine Riou                     | Monaco         | 51,21 s | 7      | 51,58 s | 13     | 1:42,79 min |
| 12   | Romain Heinrich Dorian Hauterville          | Frankreich     | 51,47 s | 13     | 51,33 s | 10     | 1:42,80 min |
| 13   | Jēkabs Kalenda Matiss Miknis                | Lettland       | 51,43 s | 12     | 51,48 s | 12     | 1:42,91 min |
| 14   | Jakub Zakrzewski Pawel Sarnecki             | Polen          | 51,57 s | 14     | 58,04 s | 14     | 1:49,61 min |
| 15   | Andrei Nica Mihai Calancea                  | Rumänien       | 51,68 s | 15     | −       | −      | 51,68 s     |
| 16   | Martin Kranz Lorenz Lenherr                 | Liechtenstein  | 51,80 s | 16     | −       | −      | 51,80 s     |
| 17   | Adam Edelman Regnars Kirejevs               | Israel         | 52,49 s | 17     | −       | −      | 52,49 s     |

#### Viererbob
| Rang | Team                                                                | Nation         | Lauf 1  | Lauf 1 | Lauf 2  | Lauf 2 | Gesamt      |
| Rang | Team                                                                | Nation         | Zeit    | Rang   | Zeit    | Rang   | Zeit        |
| ---- | ------------------------------------------------------------------- | -------------- | ------- | ------ | ------- | ------ | ----------- |
| 1    | Johannes Lochner Florian Bauer Jörn Wenzel Georg Fleischhauer       | Deutschland    | 50,05 s | 2      | 49,80 s | 1      | 1:39,85 min |
| 2    | Francesco Friedrich Matthias Sommer Alexander Schüller Felix Straub | Deutschland    | 49,95 s | 1      | 49,95 s | 3      | 1:39,90 min |
| 3    | Michael Vogt Gregory Jones Andreas Haas Amadou David Ndiaye         | Schweiz        | 50,08 s | 3      | 49,97 s | 4      | 1:40,05 min |
| 3    | Brad Hall Taylor Lawrence Arran Gulliver Leon Greenwood             | Großbritannien | 50,12 s | 4      | 49,93 s | 2      | 1:40,05 min |
| 5    | Adam Ammour Nick Stadelmann Benedikt Hertel Issam Ammour            | Deutschland    | 50,21 s | 5      | 50,22 s | 5      | 1:40,43 min |
| 6    | Patrick Baumgartner Eric Fantazzini Robert Mircea Lorenzo Bilotti   | Italien        | 50,24 s | 6      | 50,36 s | 7      | 1:40,60 min |
| 7    | Timo Rohner Dominik Schläpfer Tim Annen Mathieu Hersperger          | Schweiz        | 50,39 s | 7      | 50,43 s | 8      | 1:40,82 min |
| 8    | Cédric Follador Nicola Mariani Luca Rolli Quentin Juillard          | Schweiz        | 50,46 s | 8      | 50,44 s | 9      | 1:40,90 min |
| 9    | Romain Heinrich Lionel Lefebvre Nils Blairon Dorian Hauterville     | Frankreich     | 50,71 s | 10     | 50,33 s | 6      | 1:41,04 min |
| 10   | Jēkabs Kalenda Lauris Kaufmanis Matīss Miknis Dāvis Kaufmanis       | Lettland       | 50,64 s | 9      | 50,54 s | 10     | 1:41,18 min |
| 11   | Boris Vain Cyrill Ferri Arthur Prévost Steven Borges                | Monaco         | 50,77 s | 12     | 50,70 s | 11     | 1:41,47 min |
| 12   | Mihai Țentea Constantin Dinescu Mihai Pacioianu George Iordache     | Rumänien       | 50,75 s | 11     | 50,74 s | 12     | 1:41,49 min |
| 13   | Adam Baird Jens Hullah Luka Williams Oliver Butterworth             | Großbritannien | 50,83 s | 13     | 50,81 s | 13     | 1:41,64 min |
| 14   | Martin Kranz Mauro Bühler Lorenz Lenherr David Tschofen             | Liechtenstein  | 51,06 s | 14     | 50,97 s | 14     | 1:42,03 min |

### Frauen

#### Monobob
| Rang | Athlet            | Nation         | Lauf 1  | Lauf 1 | Lauf 2  | Lauf 2 | Gesamt      |
| Rang | Athlet            | Nation         | Zeit    | Rang   | Zeit    | Rang   | Zeit        |
| ---- | ----------------- | -------------- | ------- | ------ | ------- | ------ | ----------- |
| 1    | Laura Nolte       | Deutschland    | 54,55 s | 1      | 54,66 s | 1      | 1:49,21 min |
| 2    | Melanie Hasler    | Schweiz        | 54,61 s | 2      | 54,72 s | 3      | 1:49,33 min |
| 3    | Lisa Buckwitz     | Deutschland    | 54,65 s | 3      | 54,71 s | 2      | 1:49,36 min |
| 4    | Debora Annen      | Schweiz        | 54,80 s | 4      | 54,92 s | 4      | 1:49,72 min |
| 5    | Kim Kalicki       | Deutschland    | 54,84 s | 5      | 54,99 s | 6      | 1:49,83 min |
| 6    | Andreea Grecu     | Rumänien       | 54,91 s | 6      | 54,96 s | 5      | 1:49,87 min |
| 7    | Katrin Beierl     | Österreich     | 54,91 s | 6      | 55,04 s | 7      | 1:49,95 min |
| 8    | Kelly Van Petegem | Belgien        | 55,13 s | 9      | 55,22 s | 9      | 1:50,35 min |
| 9    | Adele Nicoll      | Großbritannien | 55,02 s | 8      | 55,34 s | 10     | 1:50,36 min |
| 10   | Margot Boch       | Frankreich     | 55,27 s | 10     | 55,19 s | 8      | 1:50,46 min |
| 11   | Linda Weiszewski  | Polen          | 55,38 s | 11     | 55,40 s | 11     | 1:50,78 min |

#### Zweierbob
| Rang | Athlet                             | Nation         | Lauf 1  | Lauf 1 | Lauf 2  | Lauf 2 | Gesamt      |
| Rang | Athlet                             | Nation         | Zeit    | Rang   | Zeit    | Rang   | Zeit        |
| ---- | ---------------------------------- | -------------- | ------- | ------ | ------- | ------ | ----------- |
| 1    | Laura Nolte Leonie Kluwig          | Deutschland    | 52,11 s | 1      | 52,29 s | 2      | 1:44,40 min |
| 2    | Kim Kalicki Leonie Fiebig          | Deutschland    | 52,19 s | 2      | 52,23 s | 1      | 1:44,42 min |
| 3    | Lisa Buckwitz Vanessa Mark         | Deutschland    | 52,34 s | 3      | 52,36 s | 3      | 1:44,70 min |
| 4    | Katrin Beierl Christania Williams  | Österreich     | 52,41 s | 4      | 52,48 s | 4      | 1:44,89 min |
| 5    | Debora Annen Mara Morell           | Schweiz        | 52,45 s | 5      | 52,59 s | 5      | 1:45,04 min |
| 6    | Melanie Hasler Nadja Pasternack    | Schweiz        | 52,50 s | 6      | 52,65 s | 6      | 1:45,15 min |
| 7    | Andreea Grecu Teodora Vlad         | Rumänien       | 52,97 s | 8      | 52,79 s | 7      | 1:45,76 min |
| 8    | Adele Nicoll Kya Placide           | Großbritannien | 52,97 s | 8      | 52,94 s | 8      | 1:45,91 min |
| 9    | Kelly Van Petegem Jïenity de Kler  | Belgien        | 52,94 s | 7      | 53,07 s | 10     | 1:46,01 min |
| 10   | Margot Boch Carla Sénéchal         | Frankreich     | 52,98 s | 10     | 53,10 s | 12     | 1:46,08 min |
| 11   | Linda Weiszewski Klaudia Adamek    | Polen          | 53,07 s | 11     | 53,08 s | 11     | 1:46,15 min |
| 12   | Viktória Čerňanská Lucia Mokrášová | Slowakei       | 53,17 s | 12     | 53,02 s | 9      | 1:46,19 min |

## Skeleton

### Männer
Bei den Männern gingen 26 Athleten aus 17 Nationen an der Start. Zusätzlich starteten weitere elf Sportler außerhalb der Europameisterschaft im Zuge des IBSF Weltcups. Der Start des ersten Laufes wurde auf 9:00 Uhr Ortszeit terminiert. Titelverteidiger war Marcus Wyatt.
| Rang | Athlet                  | Nation         | Lauf 1  | Lauf 1 | Lauf 2  | Lauf 2 | Gesamt      |
| Rang | Athlet                  | Nation         | Zeit    | Rang   | Zeit    | Rang   | Zeit        |
| ---- | ----------------------- | -------------- | ------- | ------ | ------- | ------ | ----------- |
| 1    | Samuel Maier            | Österreich     | 51,28 s | 1      | 51,53 s | 3      | 1:42,81 min |
| 2    | Marcus Wyatt            | Großbritannien | 51,39 s | 3      | 51,43 s | 1      | 1:42,82 min |
| 3    | Axel Jungk              | Deutschland    | 51,38 s | 2      | 51,46 s | 2      | 1:42,84 min |
| 4    | Felix Keisinger         | Deutschland    | 51,44 s | 5      | 51,58 s | 4      | 1:43,02 min |
| 5    | Matt Weston             | Großbritannien | 51,53 s | 6      | 51,60 s | 5      | 1:43,13 min |
| 6    | Christopher Grotheer    | Deutschland    | 51,40 s | 4      | 51,75 s | 8      | 1:43,15 min |
| 7    | Rasmus Johansen         | Dänemark       | 51,68 s | 7      | 51,68 s | 6      | 1:43,36 min |
| 8    | Lukas Nydegger          | Deutschland    | 51,71 s | 8      | 51,91 s | 10     | 1:43,62 min |
| 9    | Mattia Gaspari          | Italien        | 51,91 s | 12     | 51,73 s | 7      | 1:43,64 min |
| 10   | Wladyslaw Heraskewytsch | Ukraine        | 51,84 s | 9      | 51,90 s | 9      | 1:43,74 min |
| 11   | Vinzenz Buff            | Schweiz        | 51,89 s | 11     | 51,94 s | 11     | 1:43,83 min |
| 12   | Lucas Defayet           | Frankreich     | 52,02 s | 14     | 52,00 s | 12     | 1:44,02 min |
| 13   | Giovanni Marchetti      | Italien        | 51,86 s | 10     | 52,21 s | 16     | 1:44,07 min |
| 14   | Laurence Bostock        | Großbritannien | 51,95 s | 13     | 52,13 s | 14     | 1:44,08 min |
| 15   | Alexander Schlintner    | Österreich     | 52,16 s | 15     | 52,00 s | 12     | 1:44,16 min |
| 16   | Dāvis Valdovskis        | Lettland       | 52,46 s | 16     | 52,15 s | 15     | 1:44,61 min |
| 17   | Livio Summermatter      | Schweiz        | 52,51 s | 17     | 52,47 s | 17     | 1:44,98 min |
| 18   | Jaroslaw Lawreniuk      | Ukraine        | 52,60 s | 18     | – a     | – a    |             |
| 19   | Theodor Liviu Buligescu | Rumänien       | 52,76 s | 19     | – a     | – a    |             |
| 20   | Vladsylav Polyvach      | Polen          | 52,77 s | 20     | – a     | – a    |             |
| 21   | Adrián Rodríguez        | Spanien        | 52,79 s | 21     | – a     | – a    |             |
| 22   | Jared Firestone         | Israel         | 52,80 s | 22     | – a     | – a    |             |
| 23   | Colin Freeling          | Belgien        | 52,89 s | 23     | – a     | – a    |             |
| 24   | Joeri van Kuppeveld     | Niederlande    | 52,96 s | 24     | – a     | – a    |             |
| 25   | Timon Drahoňovský       | Tschechien     | 53,05 s | 25     | – a     | – a    |             |
| 26   | Jeff Bauer              | Luxemburg      | 54,04 s | 26     | – a     | – a    |             |

### Frauen
Bei den Frauen waren 26 Athletinnen aus 16 Nationen im Starterfeld. Zusätzlich starteten weitere acht Pilotinnen aus vier Nationen außerhalb der Europameisterschaft im Zuge des IBSF Weltcups. Der Start des ersten Laufes wurde auf 13:04 Uhr, der des zweiten Laufes auf 14:49 Uhr Ortszeit angesetzt.
| Rang | Athlet               | Nation         | Lauf 1  | Lauf 1 | Lauf 2  | Lauf 2 | Gesamt      |
| Rang | Athlet               | Nation         | Zeit    | Rang   | Zeit    | Rang   | Zeit        |
| ---- | -------------------- | -------------- | ------- | ------ | ------- | ------ | ----------- |
| 1    | Janine Flock         | Österreich     | 52,05 s | 1      | 52,08 s | 1      | 1:44,13 min |
| 2    | Amelia Coltman       | Großbritannien | 52,54 s | 2      | 52,44 s | 2      | 1:44,98 min |
| 3    | Kimberley Bos        | Niederlande    | 52,58 s | 3      | 52,60 s | 3      | 1:45,18 min |
| 4    | Susanne Kreher       | Deutschland    | 52,72 s | 4      | 52,61 s | 4      | 1:45,33 min |
| 5    | Jacqueline Pfeifer   | Deutschland    | 52,79 s | 6      | 52,69 s | 6      | 1:45,48 min |
| 6    | Hannah Neise         | Deutschland    | 52,79 s | 6      | 52,72 s | 7      | 1:45,51 min |
| 7    | Tabitha Stoecker     | Großbritannien | 52,78 s | 5      | 52,80 s | 8      | 1:45,58 min |
| 8    | Viktoria Dönicke     | Deutschland    | 53,06 s | 9      | 52,67 s | 5      | 1:44,02 min |
| 9    | Freya Tarbit         | Großbritannien | 52,80 s | 8      | 53,14 s | 12     | 1:45,94 min |
| 10   | Anna Fernstädt       | Tschechien     | 53,11 s | 6      | 52,88 s | 12     | 1:45,99 min |
| 11   | Valentina Margaglio  | Italien        | 53,13 s | 11     | 52,91 s | 10     | 1:46,04 min |
| 12   | Julia Erlacher       | Österreich     | 53,38 s | 14     | 52,96 s | 11     | 1:46,34 min |
| 13   | Alessandra Fumagalli | Italien        | 53,19 s | 12     | 53,18 s | 13     | 1:46,37 min |
| 14   | Dārta Zunte          | Estland        | 53,51 s | 15     | 53,31 s | 14     | 1:46,82 min |
| 15   | Sara Schmied         | Schweiz        | 53,36 s | 13     | 53,55 s | 16     | 1:46,91 min |
| 16   | Alessia Crippa       | Italien        | 53,52 s | 16     | 53,46 s | 15     | 1:46,98 min |
| 17   | Dārta Neimane        | Lettland       | 53,80 s | 17     | – a     | – a    |             |
| 18   | Nanna Johansen       | Dänemark       | 53,89 s | 18     | – a     | – a    |             |
| 19   | Julia Simmchen       | Schweiz        | 54,03 s | 19     | – a     | – a    |             |
| 20   | Aline Pelckmans      | Belgien        | 54,30 s | 20     | – a     | – a    |             |
| 21   | Katharina Eigenmann  | Liechtenstein  | 54,74 s | 21     | – a     | – a    |             |
| 22   | Adelina Badara       | Rumänien       | 55,06 s | 22     | – a     | – a    |             |
| 23   | Clara Aznar          | Spanien        | 55,18 s | 23     | – a     | – a    |             |
| 24   | Hannah Russwurm      | Finnland       | 55,19 s | 24     | – a     | – a    |             |
| 25   | Shannon Galea        | Malta          | 55,30 s | 25     | – a     | – a    |             |
| 26   | Ana Torres-Quevedo   | Spanien        | 55,72 s | 26     | – a     | – a    |             |

## Medaillenspiegel
| Platz  | Land           | Gold | Silber | Bronze | Gesamt |
| ------ | -------------- | ---- | ------ | ------ | ------ |
| 1      | Deutschland    | 4    | 3      | 3      | 10     |
| 2      | Österreich     | 2    | 0      | 0      | 2      |
| 3      | Großbritannien | 0    | 2      | 2      | 4      |
| 4      | Schweiz        | 0    | 1      | 1      | 2      |
| 5      | Niederlande    | 0    | 0      | 1      | 1      |
| Gesamt | Gesamt         | 6    | 6      | 7      | 19     |